# Tim Brooke-Taylor
Timothy Julian Brooke-Taylor (Buxton, 17 de julio de 1940-12 de abril de 2020), más conocido como Tim Brooke-Taylor, fue un comediante y actor británico. Formó parte del trío humorístico The Goodies junto a Graeme Garden y Bill Oddie.

## Carrera artística
Comenzó a actuar en sketches de comedia mientras estudiaba en la Universidad de Cambridge y se convirtió en presidente de la compañía teatral Footlights, haciendo giras internacionales con su revista en 1964. Tras hacerse más conocido por su trabajo en el programa de BBC Radio I'm Sorry, I'll Read That Again, llegó a la televisión con At Last the 1948 Show de ITV, donde participó junto a otros amigos de Cambridge, John Cleese y Graham Chapman. Brooke-Taylor formó parte del trío humorístico The Goodies, junto a Graeme Garden y Bill Oddie, a quienes también conoció en la universidad, protagonizando la serie de televisión homónima que fue transmitida entre 1970 y 1982. Apareció como actor en varias comedias de situación, y fue panelista en el programa I'm Sorry I Haven't a Clue durante casi 50 años.
En 2011 recibió la Orden del Imperio Británico junto a su colega Graeme Garden por sus contribuciones al "entretenimiento ligero".
Falleció el 12 de abril de 2020, a los 79 años, por COVID-19.